# Cirsium monspessulanum

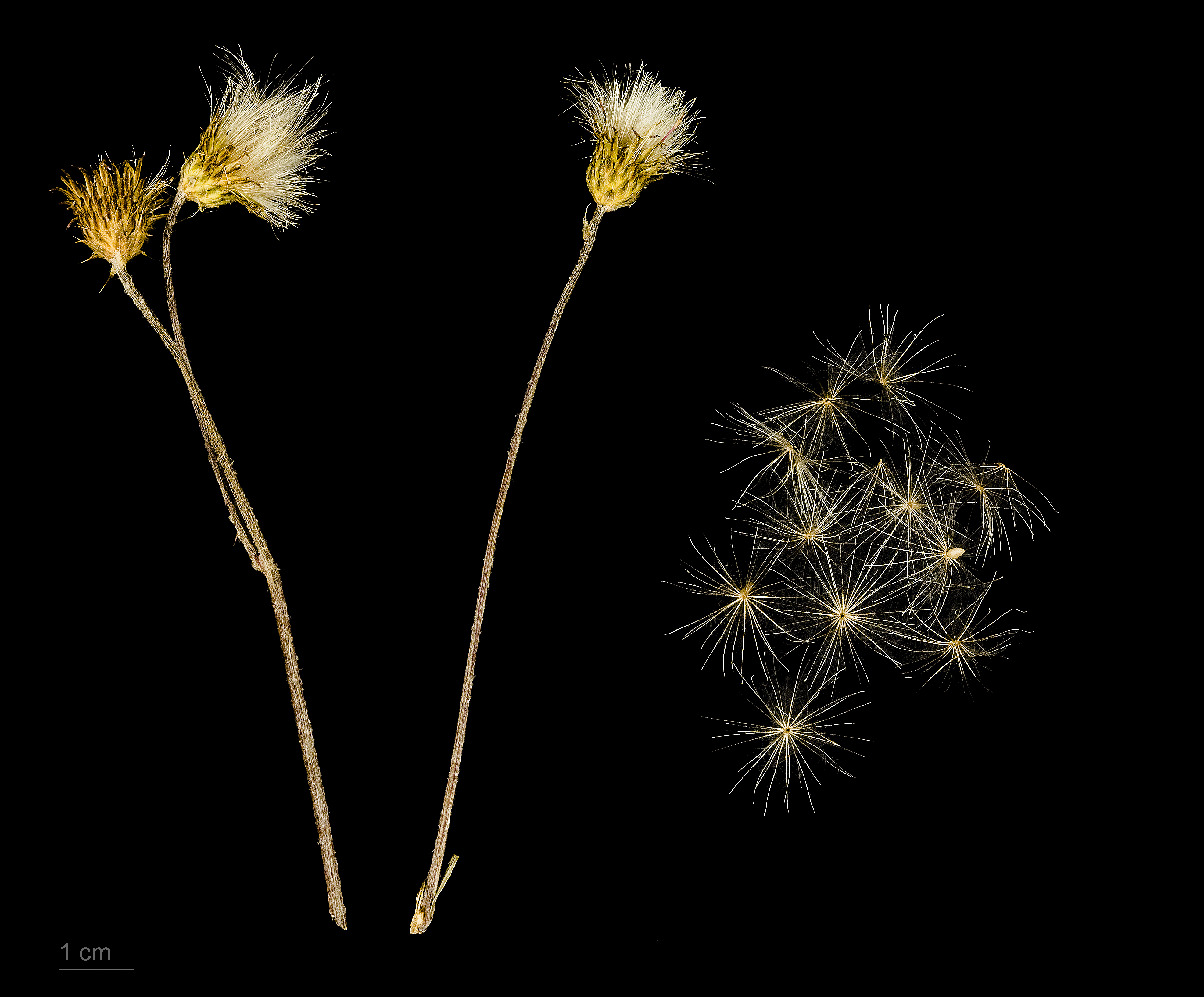
Cirsium monspessulanum

El cardo Cirsium monspessulanum es una planta herbácea de la familia Asteraceae que crece en praderas en el mediterráneo occidental. También es denominado lechugueta de sequía o pincho burrero.

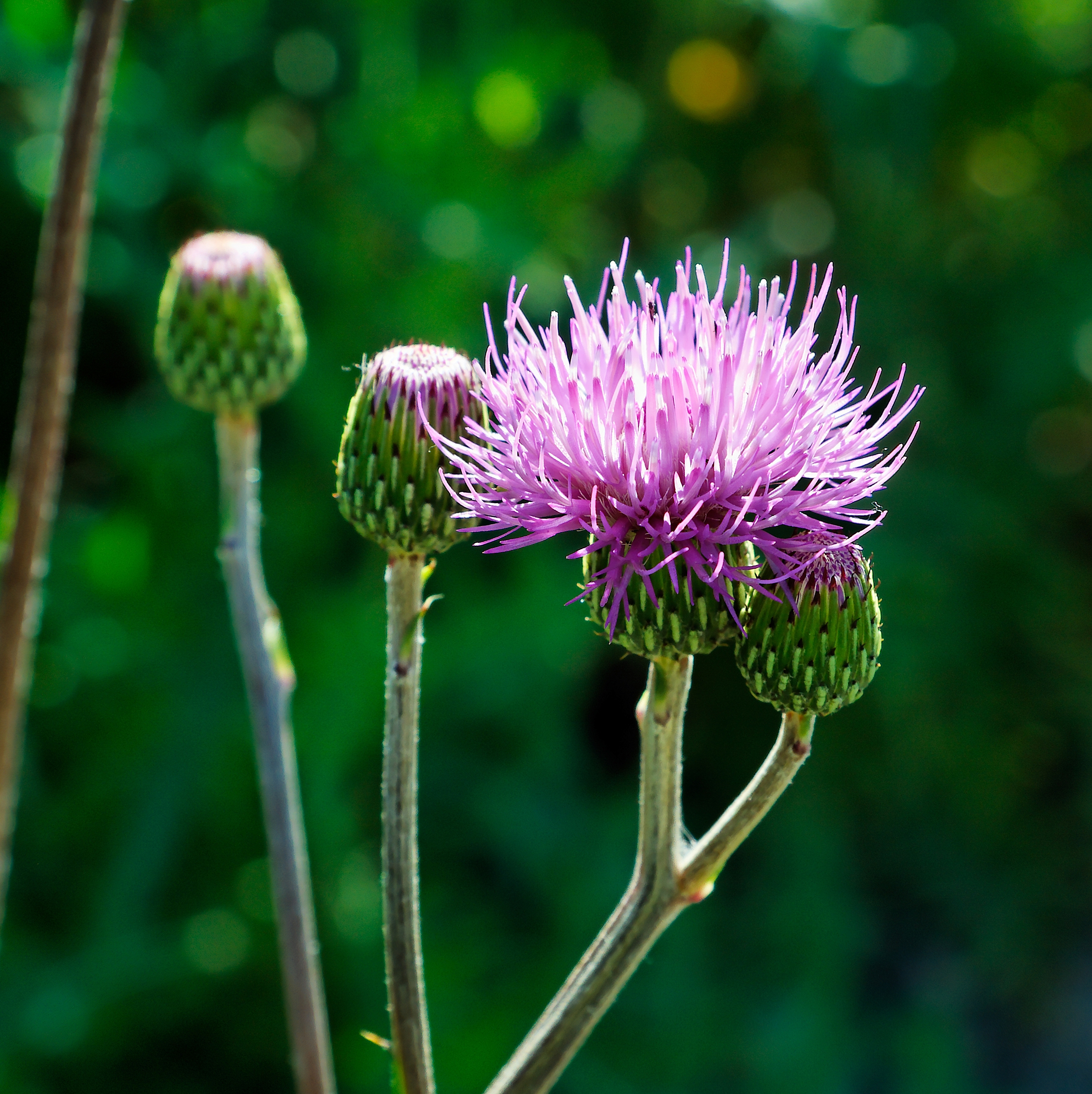
Inflorescencia

## Descripción
Es una planta con hojas lobuladas y espinosas con la inflorescencia en capítulos, Las flores son hermafroditas y florecen en otoño.

## Taxonomía
Cirsium monspessulanum fue descrita por (Carlos Linneo) Hill y publicado en Hort. Kew. 63; All. Fl. Pedem. i. 152. 1768.
Etimología
Cirsium: nombre genérico que deriva de la palabra griega: kirsos = varices;  de esta raíz deriva el nombre kirsion, una palabra que parece servir para identificar una planta que se utiliza para el tratamiento de este tipo de enfermedad. De kirsion, en los tiempos modernos, el botánico francés Tournefort (1656 - 708) ha derivado el nombre Cirsium del género.
monspessulanum: epíteto geográfico que alude a su localización en Montpellier.
Sinonimia
- Carduus cirsium Mill.
- Carduus glomeratus Lam.
- Carduus monspessulanus L.
- Carduus montanus Pers.
- Carduus semipinnatus Desf. ex Steud.
- Cirsium allionii Thurm.
- Cirsium bulbosum Lam.
- Cirsium compactum Lam.
- Cirsium montanum Bubani
- Cirsium pratense DC.
- Cnicus dentatus Willd.
- Cnicus monspessulanus (L.) Roth
- Cnicus pratensis Lam.
- Cnicus spurius Hoffm.[2]

subsp. ferox (Coss.) Talavera
- Cirsium paniculatum Porta

var. pyrenaicum
- Carduus pyrenaicus Gouan